# Rot-Weiss Essen 1989-1990
Questa voce raccoglie le informazioni riguardanti il Rot-Weiss Essen nelle competizioni ufficiali della stagione 1989-1990.

## Stagione
Nella stagione 1989-1990 il Rot Weiss Essen, allenato da Hans-Werner Moors, concluse il campionato di 2. Bundesliga al 6º posto. In Coppa di Germania il Rot Weiss Essen fu eliminato al primo turno dal Wattenscheid 09.

## Rosa
| N. |                     | Ruolo | Calciatore         |
| -- | ------------------- | ----- | ------------------ |
|    | Germania (bandiera) | P     | Frank Kurth        |
|    | Germania (bandiera) | P     | Wolfgang Wiesner   |
|    | Germania (bandiera) | D     | Oliver Koch        |
|    | Germania (bandiera) | D     | Frank Kontny       |
|    | Germania (bandiera) | D     | Willi Landgraf     |
|    | Germania (bandiera) | D     | Dirk Pusch         |
|    | Germania (bandiera) | D     | Jörg Strube        |
|    | Germania (bandiera) | D     | Frank Thommessen   |
|    | Germania (bandiera) | C     | Mario Basler       |
|    | Germania (bandiera) | C     | Stefan Chmielewski |
|    | Germania (bandiera) | C     | Fabrizio Hayer     |

| N. |                        | Ruolo | Calciatore        |
| -- | ---------------------- | ----- | ----------------- |
|    | Germania (bandiera)    | C     | Dirk Helmig       |
|    | Germania (bandiera)    | C     | Carsten Rafoth    |
|    | Germania (bandiera)    | C     | Jürgen Röber      |
|    | Germania (bandiera)    | C     | Jürgen Serr       |
|    | Germania (bandiera)    | C     | Burkhard Steiner  |
|    | Germania (bandiera)    | C     | Dirk Wissel       |
|    | Germania (bandiera)    | A     | Volker Abramczik  |
|    | Stati Uniti (bandiera) | A     | Aaron Biagioli    |
|    | Polonia (bandiera)     | A     | Marek Koniarek    |
|    | Germania (bandiera)    | A     | Manfred Ostendorf |
|    | Germania (bandiera)    | A     | Ralf Regenbogen   |

## Organigramma societario
Area tecnica
- Allenatore: Hans-Werner Moors
- Allenatore in seconda: Jürgen Röber
- Preparatore dei portieri:
- Preparatori atletici:

## Calciomercato

### Sessione estiva
| Acquisti | Acquisti          | Acquisti       | Acquisti |
| R.       | Nome              | da             | Modalità |
| -------- | ----------------- | -------------- | -------- |
| C        | Mario Basler      | Kaiserslautern |          |
| C        | Fabrizio Hayer    | Karlsruhe      |          |
| A        | Manfred Ostendorf | SuS Stadtlohn  |          |
| C        | Jürgen Serr       | VfR Mannheim   |          |
| C        | Burkhard Steiner  | Saarbrücken    |          |
| D        | Frank Thommessen  | Uerdingen 05   |          |

| Cessioni | Cessioni         | Cessioni           | Cessioni |
| R.       | Nome             | a                  | Modalità |
| -------- | ---------------- | ------------------ | -------- |
| A        | Detlef Dezelak   | Preußen Münster    |          |
| P        | Volker Diergardt | Colonia            |          |
| D        | Roman Geszlecht  | Düsseldorfer SV 04 |          |
| D        | Frank Saborowski | VfB 06 Langenfeld  |          |
| A        | Uwe Wegmann      | Bochum             |          |

### Sessione invernale
| Acquisti | Acquisti     | Acquisti        | Acquisti |
| R.       | Nome         | da              | Modalità |
| -------- | ------------ | --------------- | -------- |
| D        | Frank Kontny | Wattenscheid 09 |          |

| Cessioni | Cessioni | Cessioni | Cessioni |
| R.       | Nome     | a        | Modalità |
| -------- | -------- | -------- | -------- |

## Risultati

### 2. Bundesliga

#### Girone di andata
| Essen 29 luglio 1989, ore 15:00 CEST 1ª giornata | Rot-Weiss Essen | 0 – 0 referto | Schalke 04 | Georg-Melches-Stadion (22 200 spett.)\| Arbitro: \| Werner \| |
| Arbitro:                                         | Werner          |               |            |                                                               |

| Arbitro: | Neuner |

|                                    |           |                      |
| van der Pütten 25’, 80’ Thoben 78’ | Marcatori | 34’ Helmig 88’ Röber |

| Arbitro: | Schneider |

|           |           |            |
| Röber 68’ | Marcatori | 35’ Müller |

| Arbitro: | Feistner |

|                       |           |  |
| Adler 77’ Dinauer 88’ | Marcatori |  |

| Arbitro: | Kriegelstein |

|  |           |           |
|  | Marcatori | 90’ Zeyer |

| Arbitro: | Merk |

|              |           |              |
| Neidhart 44’ | Marcatori | 28’ Landgraf |

| Arbitro: | Mölm |

|  |           |            |
|  | Marcatori | 62’ Helmig |

| Arbitro: | Berg |

|              |           |  |
| Koniarek 39’ | Marcatori |  |

| Arbitro: | Holst |

|  |           |               |
|  | Marcatori | 74’ Abramczik |

| Arbitro: | Löwer |

|            |           |                                |
| Helmig 36’ | Marcatori | 53’ (aut.) Landgraf 73’ Spyrka |

| Arbitro: | Eli |

|             |           |  |
| Schmitz 75’ | Marcatori |  |

| Arbitro: | Heitmann |

|                               |           |                                |
| Regenbogen 54’, 84’ Röber 76’ | Marcatori | 16’ Hamann 48’ Hupe 69’ Bolzek |

| Arbitro: | Schmidhuber |

|                            |           |                |
| Greiser 57’ Kurtenbach 78’ | Marcatori | 37’ Regenbogen |

| Arbitro: | Diekert |

|                  |           |             |
| Röber 53’ (rig.) | Marcatori | 55’ Bremser |

| Arbitro: | Domberg |

|                                   |           |                |
| Eichenauer 33’ Blättel 55’ (rig.) | Marcatori | 13’ Regenbogen |

| Arbitro: | Wiesel |

|                                            |           |  |
| Koniarek 12’ Regenbogen 41’ Thommessen 66’ | Marcatori |  |

| Arbitro: | Malbranc |

|                                                         |           |            |
| Keim 12’ Schüler 32’ (rig.) Vollmer 63’ Grillemeier 81’ | Marcatori | 70’ Helmig |

| Arbitro: | Kraus |

|              |           |             |
| Koniarek 87’ | Marcatori | 86’ Semlits |

| Arbitro: | Birlenbach |

|                                                  |           |          |
| Pagelsdorf 18’ (rig.), 83’ Heisig 28’ Köpper 37’ | Marcatori | 39’ Koch |

#### Girone di ritorno
| Arbitro: | Matheis |

|             |           |  |
| Borodjuk 7’ | Marcatori |  |

| Arbitro: | Ronig |

|                |           |           |
| Regenbogen 51’ | Marcatori | 54’ Menke |

| Arbitro: | Holst |

|  |           |                           |
|  | Marcatori | 25’ Thommessen 47’ Kontny |

| Arbitro: | Welz |

|                                  |           |           |
| Holzer 29’ (aut.) Regenbogen 41’ | Marcatori | 14’ Adler |

| Arbitro: | Kasper |

|             |           |                         |
| Pfahler 70’ | Marcatori | 23’ Landgraf 69’ Helmig |

| Essen 3 marzo 1990, ore 15:00 CET 25ª giornata | Rot-Weiss Essen | 0 – 0 referto | Osnabrück | Georg-Melches-Stadion (4 700 spett.)\| Arbitro: \| Assenmacher \| |
| Arbitro:                                       | Assenmacher     |               |           |                                                                   |

| Arbitro: | Harder |

|          |           |  |
| Serr 41’ | Marcatori |  |

| Arbitro: | Fröhlich |

|          |           |            |
| Aden 65’ | Marcatori | 43’ Helmig |

| Arbitro: | Theobald |

|                                  |           |                |
| Steiner 5’ Helmig 10’ Kontny 78’ | Marcatori | 88’ Zimmermann |

| Arbitro: | Umbach |

|                          |           |                                       |
| Schlegel 41’ Krätzer 74’ | Marcatori | 45’ (rig.), 90’ Helmig 87’ Regenbogen |

| Arbitro: | Correll |

|  |           |                     |
|  | Marcatori | 78’ Bach 90’ Banach |

| Arbitro: | Schneider |

|            |           |                |
| Bolzek 89’ | Marcatori | 73’ Regenbogen |

| Essen 21 aprile 1990, ore 15:00 CEST 32ª giornata | Rot-Weiss Essen | 0 – 0 referto | Hertha Berlino | Georg-Melches-Stadion (8 000 spett.)\| Arbitro: \| Steinborn \| |
| Arbitro:                                          | Steinborn       |               |                |                                                                 |

| Arbitro: | Dellwing |

|            |           |                                         |
| Acquah 68’ | Marcatori | 62’ Regenbogen 66’ Abramczik 72’ Kontny |

| Arbitro: | Mölm |

|          |           |  |
| Serr 77’ | Marcatori |  |

| Arbitro: | Fux |

|           |           |                      |
| Wolff 63’ | Marcatori | 20’ Helmig 61’ Hayer |

| Arbitro: | Mierswa |

|            |           |  |
| Kontny 30’ | Marcatori |  |

| Arbitro: | Rubel |

|                     |           |                     |
| Struckmann 47’, 62’ | Marcatori | 64’, 68’ Regenbogen |

| Arbitro: | Dardenne |

|                                             |           |                                |
| Helmig 5’ Regenbogen 45’, 61’ Abramczik 76’ | Marcatori | 31’, 43’ Heisig 88’ Sundermann |

### Coppa di Germania
| Arbitro: | Schmidt |

|              |           |                           |
| Biagioli 54’ | Marcatori | 26’ Banach 77’ Tschiskale |

## Statistiche

### Statistiche di squadra
| Competizione      | Punti | In casa | In casa | In casa | In casa | In casa | In casa | In trasferta | In trasferta | In trasferta | In trasferta | In trasferta | In trasferta | Totale | Totale | Totale | Totale | Totale | Totale | DR |
| Competizione      | Punti | G       | V       | N       | P       | Gf      | Gs      | G            | V            | N            | P            | Gf           | Gs           | G      | V      | N      | P      | Gf     | Gs     | DR |
| ----------------- | ----- | ------- | ------- | ------- | ------- | ------- | ------- | ------------ | ------------ | ------------ | ------------ | ------------ | ------------ | ------ | ------ | ------ | ------ | ------ | ------ | -- |
| 2. Bundesliga     | 42    | 19      | 8       | 8       | 3       | 24      | 17      | 19           | 7            | 4            | 8            | 25           | 29           | 38     | 15     | 12     | 11     | 49     | 46     | +3 |
| Coppa di Germania | -     | 1       | 0       | 0       | 1       | 1       | 2       | 0            | 0            | 0            | 0            | 0            | 0            | 1      | 0      | 0      | 1      | 1      | 2      | -1 |
| Totale            | 42    | 20      | 8       | 8       | 4       | 25      | 19      | 19           | 7            | 4            | 8            | 25           | 29           | 39     | 15     | 12     | 12     | 50     | 48     | +2 |

### Andamento in campionato
| Giornata  | 1  | 2  | 3  | 4  | 5  | 6  | 7  | 8  | 9  | 10 | 11 | 12 | 13 | 14 | 15 | 16 | 17 | 18 | 19 | 20 | 21 | 22 | 23 | 24 | 25 | 26 | 27 | 28 | 29 | 30 | 31 | 32 | 33 | 34 | 35 | 36 | 37 | 38 |
| --------- | -- | -- | -- | -- | -- | -- | -- | -- | -- | -- | -- | -- | -- | -- | -- | -- | -- | -- | -- | -- | -- | -- | -- | -- | -- | -- | -- | -- | -- | -- | -- | -- | -- | -- | -- | -- | -- | -- |
| Luogo     | C  | T  | C  | T  | C  | T  | T  | C  | T  | C  | T  | C  | T  | C  | T  | C  | T  | C  | T  | T  | C  | T  | C  | T  | C  | C  | T  | C  | T  | C  | T  | C  | T  | C  | T  | C  | T  | C  |
| Risultato | N  | P  | N  | P  | P  | N  | V  | V  | V  | P  | P  | N  | P  | N  | P  | V  | P  | N  | P  | P  | N  | V  | V  | V  | N  | V  | N  | V  | V  | P  | N  | N  | V  | V  | V  | V  | N  | V  |
| Posizione | 12 | 13 | 13 | 16 | 19 | 18 | 15 | 11 | 10 | 10 | 14 | 15 | 17 | 17 | 19 | 16 | 19 | 18 | 19 | 20 | 20 | 18 | 16 | 14 | 14 | 12 | 12 | 11 | 8  | 9  | 9  | 9  | 9  | 6  | 6  | 6  | 6  | 6  |

Legenda:

Luogo: C = Casa; T = Trasferta. Risultato: V = Vittoria; N = Pareggio; P = Sconfitta.

### Statistiche dei giocatori
| Giocatore      | 2. Bundesliga | 2. Bundesliga | 2. Bundesliga | 2. Bundesliga | Coppa di Germania | Coppa di Germania | Coppa di Germania | Coppa di Germania | Totale   | Totale | Totale      | Totale     |
| Giocatore      | Presenze      | Reti          | Ammonizioni   | Espulsioni    | Presenze          | Reti              | Ammonizioni       | Espulsioni        | Presenze | Reti   | Ammonizioni | Espulsioni |
| -------------- | ------------- | ------------- | ------------- | ------------- | ----------------- | ----------------- | ----------------- | ----------------- | -------- | ------ | ----------- | ---------- |
| V. Abramczik   | 22            | 3             | 0             | 0             | 0                 | 0                 | 0                 | 0                 | 22       | 3      | 0           | 0          |
| M. Basler      | 20            | 0             | 4             | 0             | 1                 | 0                 | 0                 | 0                 | 21       | 0      | 4           | 0          |
| A. Biagioli    | 26            | 0             | 3             | 1             | 1                 | 1                 | 0                 | 0                 | 27       | 1      | 3           | 1          |
| S. Chmielewski | 36            | 0             | 1             | 0             | 1                 | 0                 | 0                 | 0                 | 37       | 0      | 1           | 0          |
| F. Hayer       | 19            | 1             | 2             | 0             | 1                 | 0                 | 0                 | 0                 | 20       | 1      | 2           | 0          |
| D. Helmig      | 36            | 11            | 6             | 0             | 1                 | 0                 | 0                 | 0                 | 37       | 11     | 6           | 0          |
| O. Koch        | 26            | 1             | 5             | 0             | 1                 | 0                 | 0                 | 0                 | 27       | 1      | 5           | 0          |
| M. Koniarek    | 24            | 3             | 2             | 1             | 1                 | 0                 | 0                 | 0                 | 25       | 3      | 2           | 1          |
| F. Kontny      | 13            | 4             | 1             | 0             | 0                 | 0                 | 0                 | 0                 | 13       | 4      | 1           | 0          |
| F. Kurth       | 36            | 0             | 1             | 1             | 1                 | 0                 | 0                 | 0                 | 37       | 0      | 1           | 1          |
| W. Landgraf    | 36            | 2             | 7             | 0             | 1                 | 0                 | 0                 | 0                 | 37       | 2      | 7           | 0          |
| M. Ostendorf   | 19            | 0             | 0             | 0             | 0                 | 0                 | 0                 | 0                 | 19       | 0      | 0           | 0          |
| D. Pusch       | 37            | 0             | 4             | 0             | 1                 | 0                 | 0                 | 0                 | 38       | 0      | 4           | 0          |
| C. Rafoth      | 1             | 0             | 0             | 0             | 0                 | 0                 | 0                 | 0                 | 1        | 0      | 0           | 0          |
| R. Regenbogen  | 34            | 14            | 3             | 1             | 1                 | 0                 | 0                 | 0                 | 35       | 14     | 3           | 1          |
| J. Röber       | 23            | 4             | 3             | 1             | 1                 | 0                 | 0                 | 0                 | 24       | 4      | 3           | 1          |
| J. Serr        | 29            | 2             | 3             | 0             | 1                 | 0                 | 0                 | 0                 | 30       | 2      | 3           | 0          |
| B. Steiner     | 15            | 1             | 1             | 0             | 0                 | 0                 | 0                 | 0                 | 15       | 1      | 1           | 0          |
| J. Strube      | 13            | 0             | 2             | 0             | 0                 | 0                 | 0                 | 0                 | 13       | 0      | 2           | 0          |
| F. Thommessen  | 21            | 2             | 4             | 0             | 0                 | 0                 | 0                 | 0                 | 21       | 2      | 4           | 0          |
| W. Wiesner     | 2             | 0             | 0             | 0             | 0                 | 0                 | 0                 | 0                 | 2        | 0      | 0           | 0          |
| D. Wissel      | 3             | 0             | 0             | 0             | 0                 | 0                 | 0                 | 0                 | 3        | 0      | 0           | 0          |